# Teucrium barbarum
Teucrium barbarum là một loài thực vật có hoa trong họ Hoa môi. Loài này được Jahand. & Maire miêu tả khoa học đầu tiên năm 1928.